# Sarah Wynter
Pour les articles homonymes, voir Wynter.
Sarah Wynter, née le 15 février 1973 à Newcastle (Australie), est une actrice australienne. Elle est principalement connue pour son rôle de Kate Warner dans la deuxième saison de la série télévisée 24 heures chrono.

## Biographie
Issue d'une éminente famille australienne, elle est l'aînée des deux enfants de Stuart Wynter (médecin) et d'Helen Cumming (auteure et registraire). Ayant connu une jeunesse perturbée en raison du divorce de ses parents quand elle avait cinq ans, elle doit faire face à un drame terrible quand le 11 mars 1984 son père abat au fusil de chasse sa seconde femme et leur fille de 4 ans, demi-sœur de Sarah, à Melbourne avant de se suicider.
En 2011, sa mère, publie une biographie intitulé Blood Vows où elle mentionne en outre durant ses années de mariage la violence conjugale qu'elle a endurée et la terreur qui régnait sur la vie de famille.
Sarah épouse Dan Peres le 20 août 2005 qui est l'éditeur du magazine australien Details avec qui elle a eu un fils Oscar Dallas né en 2008 et des jumeaux Julian et Samuel nés en 2011. Elle divorce de Dan Peres en 2014.

## Filmographie

### Cinéma
- 1998 : La Mutante 2 (Species II) de Peter Medak : Melissa
- 1999 : Molly de John Duigan : Julie McKay
- 2000 : Jerks de Ted Grouya :
- 2000 : Farewell, My Love (en) de Randall Fontana : Natalya
- 2000 : Les Âmes perdues (Lost Souls) de Janusz Kaminski : Claire Van Owen
- 2000 : À l'aube du sixième jour (The 6th Day) de Roger Spottiswoode : Talia Elsworth
- 2001 : Alma, la fiancée du vent (Bride of the Wind) de Bruce Beresford : Alma Mahler
- 2002 : Zone violente (Coastlines) de Victor Nuñez : Ann Lockhart
- 2002 : Moving August de Christopher Fink : Michelle Kelly
- 2004 : DysEnchanted de Terri Miller : Sleeping Beauty
- 2005 : Shooting Livien de Rebecca Cook : Emi Jackson
- 2005 : Three Dollars de Robert Connolly : Amanda
- 2005 : L.A. Dicks de Dean Alioto : Hope Taylor
- 2005 : Circadian Rhythm de René Besson : Eva
- 2009 : Dead Like Me: Life After Death  de Stephen Herek : Daisy Adair (vidéo)
- 2014 : Worst Friends  de Ralph Arend : Linda

### Téléfilms
- 2000 : L'Homme traqué (Race Against Time) de Geoff Murphy : Alex
- 2007 : Fuite vers l'amour (Abducted: Fugitive for Love) de Richard Roy : Melanie Stone
- 2010 : Cutthroat de Bronwen Hughes : Sophia

### Séries télévisées
- 1997 : The City : Catherine
- 1998 : Sex and the City, épisode pilote : Elizabeth
- 1999 : NightMan : Aurora
- 2002-2003 : 24 heures chrono saison 2 : Kate Warner (24 épisodes)
- 2003 : 24 heures chrono saison 3 : Kate Warner (1 épisode)
- 2004-2005 : Dead Zone : Rebecca Caldwell (6 épisodes)
- 2006 : Windfall : Des dollars tombés du ciel (Windfall) : Beth Walsh
- 2009 : Flight of the Conchords : Keitha
- 2009 : FBI : Duo très spécial (White Collar) : Alisha Teagan
- 2010 : Damages : Spécialiste en sécurité (3 épisodes)
- 2010 : American Wives (Army Wives) : Anne Perkins
- 2012 : Person of Interest : Jordan Hester
- 2013 : Blue Bloods : Whitney Robshaw
- 2013 : Californication : la femme d'Atticus (4 épisodes)
- 2013 : Elementary : Beth Roney
- 2014 : The Good Wife : Carol Mercer
- 2014 : Satisfaction
- 2015 : Casanova (saison 1)
- 2017 : New York, unité spéciale : Nicole Keller (saison 18, épisode 10)